# 야마이즈미 카즈코
야마이즈미 카즈코(山泉和子, 1935년 1월 17일 ~ 2024년 8월 27일)는 일본 출신의 국제 탁구 선수였다.

## 탁구 경력
1959년부터 1963년까지 야마이즈미는 세계 탁구 선수권 대회와 아시아 탁구 선수권 대회에서 단식, 복식, 단체전에서 여러 개의 메달을 획득했다.
6개의 세계 선수권 메달에는 5개의 금메달이 포함되었다. 여자 복식에서는 1959년 남바 타에코와 함께 한 번, 혼합 복식에서는 1963년 기무라 고지와 함께, 그리고 단체전에서 세 번을 기록했다.

## 죽음
야마이즈미는 2024년 8월 27일 89세의 나이로 사망했다.